# Sternarchorhynchus curumim
Sternarchorhynchus curumim är en fiskart som beskrevs av De Santana och Crampton 2006. Sternarchorhynchus curumim ingår i släktet Sternarchorhynchus och familjen Apteronotidae. Inga underarter finns listade i Catalogue of Life.